# Otelo (musical)
Otelo es un musical de Cibrián-Mahler, basado en la obra de teatro de William Shakespeare, con libro y letras de Pepe Cibrian Campoy y música original de Ángel Mahler, estrenado el nueve de enero de 2009, en el teatro El Nacional, con 26 artistas en escena y orquesta en vivo. Fue protagonizado por Juan Rodo (Otelo), Georgina Frere (Desdémona), Diego Duarte Conde (Yago), Lorena García Pacheco (Bianca) y Daniel Vercelli (Casio).

## Elenco Completo
- Otelo: Juan Rodo.
- Desdémona: Georgina Frere.
- Yago: Diego Duarte Conde.
- Bianca: Lorena García Pacheco.
- Casio: Daniel Vercelli.
- Leticia: Mercedes Benítez.
- Brabancio: Roberto Cuello.
- Dux: Sergio Caruso.
- Niaz: Graciela Luxman Sucueyo/Liliana Philips
- Corte: Georgina Reynalidi, Marcelo Fillardo, Penélope Bahl, José Luis Bartolillia, Zelmira Arias, Fedrico bruneti, Priscila Casagrande, Marcelo Curbalde, Elizabeth Fernández, Charly Forte, Juan Pablo Keuz, Guido Moran, Mauro Murcia, Carolina Piccardo, Laura Piruccio, Franco Acevedo, Carolina Terraf y Ana Barrales.
- Asterescos:Miranda Prapachán/Carla Zuccher.

## Orquesta
- Dirección, piano y teclados: Ángel Mahler.
- Violín: Dolores Stabilini.
- Violoncello: María Eugenia Castro Tarchini.
- Cornos: Mario Tenreyro, Gerardo García Y Verónica Foti.
- Trompetas: Daniel Di Domética, Gabriel Archilla y Marcelo Massei.
- Tambores: Eduardo Keser, Eduardo López, Pedro Pulzován.
- Timbales/Percusión: Guillermo Masutti, Daniel Cesano, Martín Diez y Marcelo Vignolo.

## Personal
- Libreto, letras, puesta en escena, coreografía y dirección general: Pepe Cibrián Campoy.
- Música original, orquestaciones y dirección musical: Ángel Mahler.
- Diseño de escenografía y vestuario: René Diviú.
- Diseño de luces: Pepe Cibrián Campoy y Adrián Condomi.
- Diseño de sonido: Osvaldo Mahler.
- Diseño de imagen y proyecciones: Fernando Eiras y Sebastián Ruyba.
- Coordinación escenoécnica: Micaela Monti.
- Preparación Vocal: Juan Rodo.
- Arreglos de coros: Damián Mahler.
- Asistente de dirección: Fabio Abalsamo.
- Producción Comercial: Guillermo Masutti y Norma Ramero.
- Prensa y Difusión: Alejandro Veroutis y Patricia Brañeiro.
- Producción Ejecutiva: Ángel Mahler.
- Productor Asociado: Leonardo Cifelli.
- Producción General: El Barítono S.R.L.

## Sinopsis

### Primer Acto
Comienza con la llegada de Otelo al Palacio Ducal, donde es recibido con honores por el Dux, luego de haber conquistado Chipre. Allí Otelo elige a Casio como su mano derecha, en lugar de Yago. A partir de ese momento, Yago, sintiéndose despreciado por quién considera un padre, comienza a tramar la venganza primero contra Casio y luego contra Otelo. Bianca, pareja de Otelo, está obsesionada con casarse por ambición con éste inventa estar embarazada de él para obligarlo a desposarla. Yago, dándose cuenta del engaño se alía a ella para cumplir la venganza contra Casio haciéndole creer a Otelo que éste está enamorado de Banca y lo traiciona. Trama un encuentro luego de hacerle creer a Casio, enamorado de Desdémona, que ésta lo recibirá por intermedio de Bianca, y le organiza una reunión en el cuarto de Bianca llevando a Otelo a escondidas para que corrobore la traición. Bianca lleva el diálogo para que se entienda que Casio le está proponiendo relaciones, cuando en realidad está hablando de Desdémona. Otelo irrumpe y lo envía a Casio a encarcelar. Al salir se queda casualmente escuchando a Bianca que se ríe de Otelo y le confiesa a Leticia, su madre, que el niño es mentira y el embarazo, por lo tanto falso. Otelo espera a la ceremonia de casamiento con Bianca, para frente al Dux, el sacerdote y la corte acusarla de traición, enviándola recluida a un convento y Otelo perdonando a Casio quien vuelve triunfal a reencontrarse con Otelo ante los celos y odio de Yago.

### Segundo Acto
Otelo ya ha conocido a Desdémona anteriormente y de la cual ha quedado prendado. Pero ha desechado la idea al saber que Casio la ama y que él debe casarse con Bianca. Yago, con ánimo de venganza por haber elegido por haber elegido nuevamente a Casio, convence a Otelo que Casio ya no ama a Desdémona y que ésta nunca devolvió ese amor. Otelo, en el baile de máscaras la ve y luego del baile la seduce proponiéndole matrimonio, esto es en contra de los deseos del padre de Desdémona, el senador Brabancio, que desprecia a Otelo por su color y por su condición social, a pesar de que es un gran general. Otelo huye con Desdémona y ambos se desposan en secreto. Aparece el padre de ella con soldados enviados por el Dux para llevarlo prisionero ante éste por haber ultrajado el honor de su familia. Ya en el Palacio, Otelo se defiende de tal manera que el Dux lo perdona y le otorga su bendición con Desdémona.
Yago, loco de ira, trama destruirlos a ambos y de paso a Casio tramando convencer a Otelo de que ambos son amantes. A través de un pañuelo que Otelo le regalase a Desdémona, que Yago roba y coloca en la ropa de Casio. Yago logra su cometido, consiguiendo que Desdémona reciba a Casio en sus aposentos. Ella le da la bienvenida por su vuela con alegrías y amor fraternal. Otelo entra en el cuarto y creyendo a Yago decide destruirlos a ambos. Luego de hacerlo y ante la confesión de Leticia sobre el engaño de Bianca y Yago y su traición los condena a ambos a muerte decidiendo para sí un final inesperado.

## Banda sonora
Se grabó un CD de este musical, en los estudios La Isla, con una selección de temas musicales:
- 1. Llegada de Otelo (Dux, Corte, Otelo, Yago, Casio, Brabancio, Bianca).
- 2. Venganza (Yago).
- 3. Cualquier Precio (Bianca).
- 4. Todo de Ti (Bianca, Yago).
- 5. El Honor (Otelo, Yago, Casio).
- 6. Mariposa (Desdémona).
- 7. Traición (Otelo, Yago).
- 8. Mejor un Ciego Ser (Otelo).
- 9. Final del 1º Acto (Cardenal, Otelo, Bianca, Yago, Corte).
- 10. Baile de Máscaras (Corte, Yago, Otelo, Desdémona, Dux).
- 11. Nada es casual (Desdémona, Otelo).
- 12. Defensa (Otelo).
- 13. Reprise Yago (Yago).
- 14. Por él mi Vida Daré (Casio).
- 15. Desenlace (Desdémona, Casio, Otelo, Bianca, Yago, Leticia).

## Curiosidades
- En esta versión se eliminaron los personajes de la obra original de Emilia, Rodrigo (su rol recae de alguna forma en Casio), Grasiano, Ludovico, Montano y el bufón.
- Posiblemente, el personaje que más cambios sufre respecto del original sea Bianca, que en esta versión es amante de Otelo, aunque sólo quiere casarse con éste por dinero y se convierte en cómplice de Yago.
- Se han agregado los personajes de Leticia (nodriza de Bianca) y Mariselda (hermana de Desdémona).
- El personaje de "Bianca" fue interpretado, en el teatro el nacional, y en la gira nacional hasta julio, por Lorena García Pacheco, pero desde agosto en adelante fue interpretado por Georgina Reynaldi.